# Donjeux (Mosela)
 Donjeux  es una población y comuna francesa, en la región de Lorena, departamento de Mosela, en el distrito de Château-Salins y cantón de Delme.

## Demografía
| 54 | 52 | 44 | 57 | 103 | 123 |
| Para los censos de 1962 a 1999 la población legal corresponde a la población sin duplicidades (Fuente: INSEE [Consultar]) |    |    |    |     |     |